# Reba Monness
Reba Monness – geb. als Reba Kirson (* 3. Februar 1911; † 10. Mai 1980 in New York City) war eine amerikanische Tischtennisspielerin. Bei der Weltmeisterschaft 1947 gewann sie Silber im Doppel.

## Werdegang
In den 1940er Jahren war Reba Monness zeitweise Präsident des New Yorker Tischtennisverbandes NYTTA (New York Table Tennis Association).
Sie wurde 1947 für die Weltmeisterschaft in Paris nominiert. Hier unterlag sie im Einzel in der zweiten Runde der Österreicherin Trude Pritzi. Im Doppel mit Mae Clouther erreichte sie nach Siegen u. a. gegen Marie Kettnerová/Květa Hrušková (CSSR) und Mary Detournay/Josee Wouters (Belgien) das Finale, welches sie gegen das österreich-ungarische Paar Gizella FarkasTrude Pritzi verloren. Im Mixed mit dem Ungarn Ferenc Sidó kam sie zwei Runden weiter.
1950 gewann sie die Nationale Meisterschaft der USA. Im gleichen Jahr wurde sie in der ITTF-Weltrangliste auf Platz neun geführt. 1981 wurde Reba Monness in die USATT Hall of Fame aufgenommen.
Neben Tischtennis betrieb sie noch die Sportarten Tennis, Basketball, Volleyball, Eishockey und Hockey.

## Privat
Reba Monness war verheiratet mit Abbot R. Monness.

## Turnierergebnisse
| Verband | Veranstaltung     | Jahr | Ort   | Land | Einzel    | Doppel | Mixed     | Team |
| ------- | ----------------- | ---- | ----- | ---- | --------- | ------ | --------- | ---- |
| USA     | Weltmeisterschaft | 1947 | Paris | FRA  | letzte 32 | Silber | letzte 16 | 3    |